# PP-93
El PP-93 es un subfusil desarrollado en la década de 1990 por el KBP Instrument Design Bureau, de Tula, como una versión no plegable del anterior PP-90 clandestino, para uso por unidades policiales y de seguridad. Es operado por el principio del retroceso y tiene buen control en fuego automático.
Se le puede montar una mira láser o un silenciador. 

## Usuarios
- Rusia: Utilizado por unidades de respuesta rápida de la policía antidisturbios (OMON)[1] y algunas otras unidades del Ministerio del Interior de Rusia[2][3]
- Bielorrusia: Utilizado por las fuerzas especiales[4]
- Mongolia: Utilizado por las fuerzas especiales[5]